# Alonso (Shakespeare)
Alonso is een personage uit William Shakespeares The Tempest. Alonso is de koning van Napels, en betrokken in een samenzwering tegen Prospero, de rechtmatige hertog van Milaan. Hij werkt samen met Antonio, de broer van Prospero, om Prospero te verbannen en Prospero met zijn dochter Miranda op zee alleen achter te laten in een bootje. Samen met zijn zoon Ferdinand, zijn broer Sebastian, de raadsman van Antonio, Gonzalo en Antonio, de broer van Prospero, zijn ze aan boord van een schip, dat verwikkeld raakt in een hevige storm. Alle nobelen verlaten het schip nog voor het zinkt, en spoelen aan op het eiland waar Prospero en Miranda al twaalf jaar verblijven. Alonso vreest de dood van zijn zoon Ferdinand, die hij uit het zicht is verloren tijdens de storm.
Alonso doolt rond op het eiland, op zoek naar zijn zoon. Ariel zorgt ervoor dat iedereen in slaap valt op het eiland, behalve Sebastiaan en Antonio.
De slapende Alonso wordt het slachtoffer van een samenzwering tussen Sebastian en Antonio: Sebastian wil Alonso doden om de troon van Napels te bestijgen. Gonzalo waarschuwt Alonso echter.
Het zijn Ariel en andere geesten die de dolende en uitgehongerde Alonso en de anderen een tafel met voedsel schenken. Nog voor het gezelschap wil eten, verschijnt Ariel en neemt ze het voedsel weg, en informeert Alonso, dat zijn eigen boosaardigheid tegen Prospero de reden is dat hij nu geplaagd wordt met zo veel zorgen.
In het laatste bedrijf schenkt Prospero Alonso vergiffenis, en deze geeft op zijn beurt Prospero zijn hertogdom terug.